# Colla castellera universitària

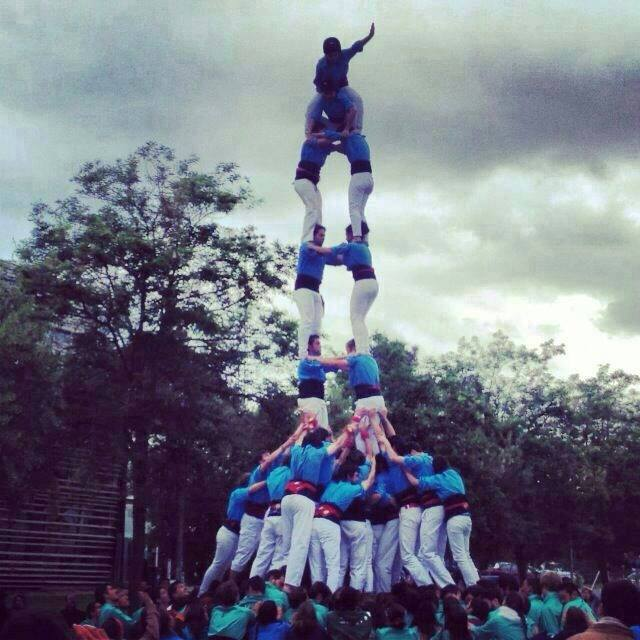
Primera torre de 7 amb folre dels Xoriguers de la UdG (2013)

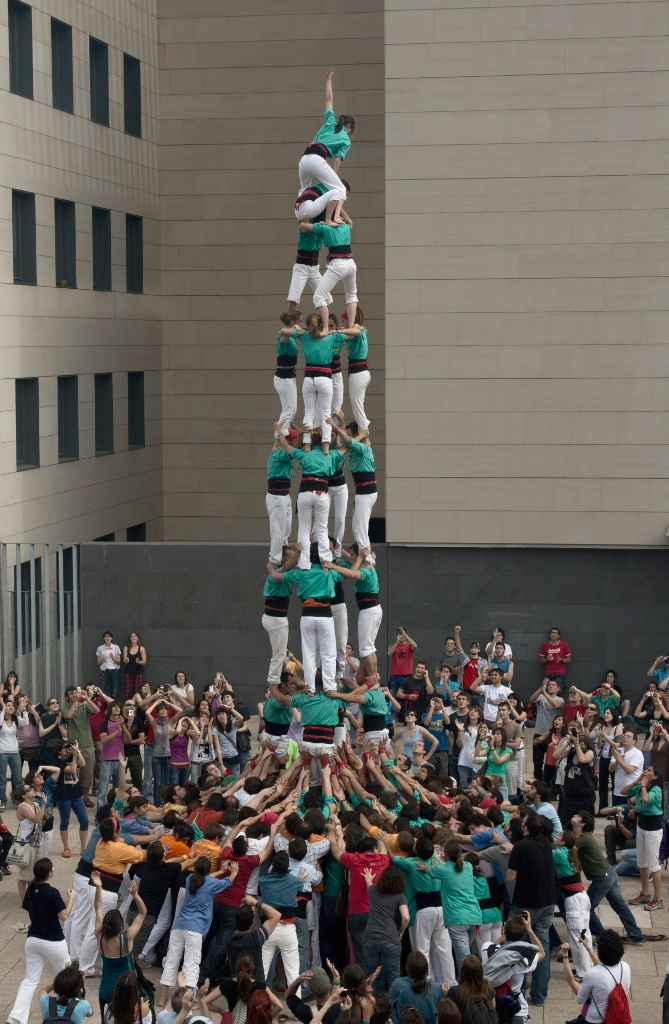
Primer 4 de 8 universitari, dels Arreplegats de la Zona Universitària (2009)

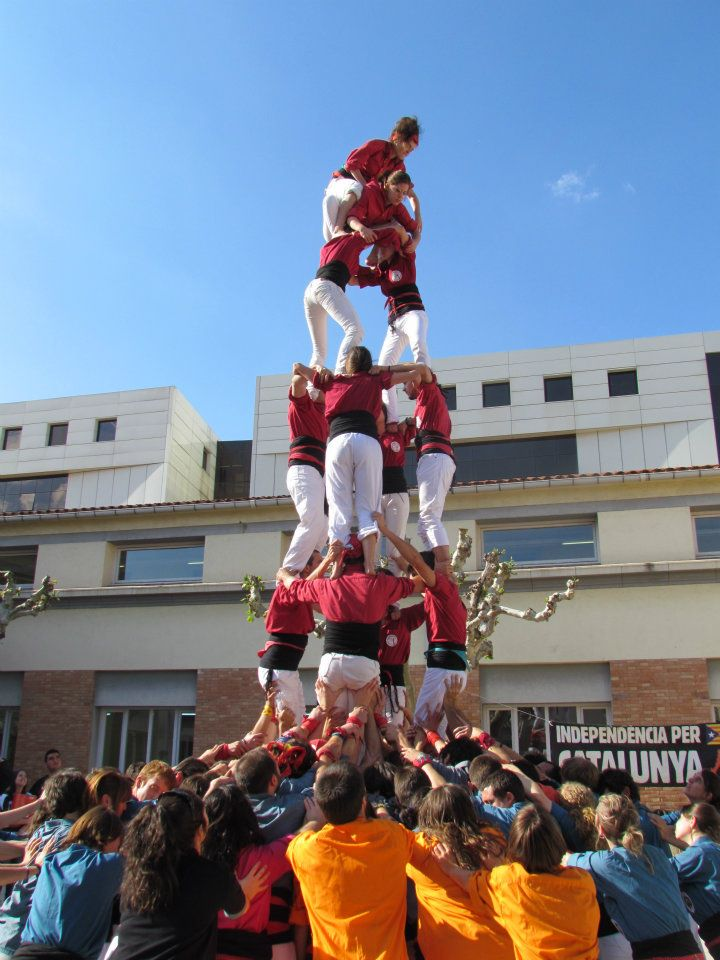
Primer 4 de 6 dels Emboirats de la UVIC (2013)

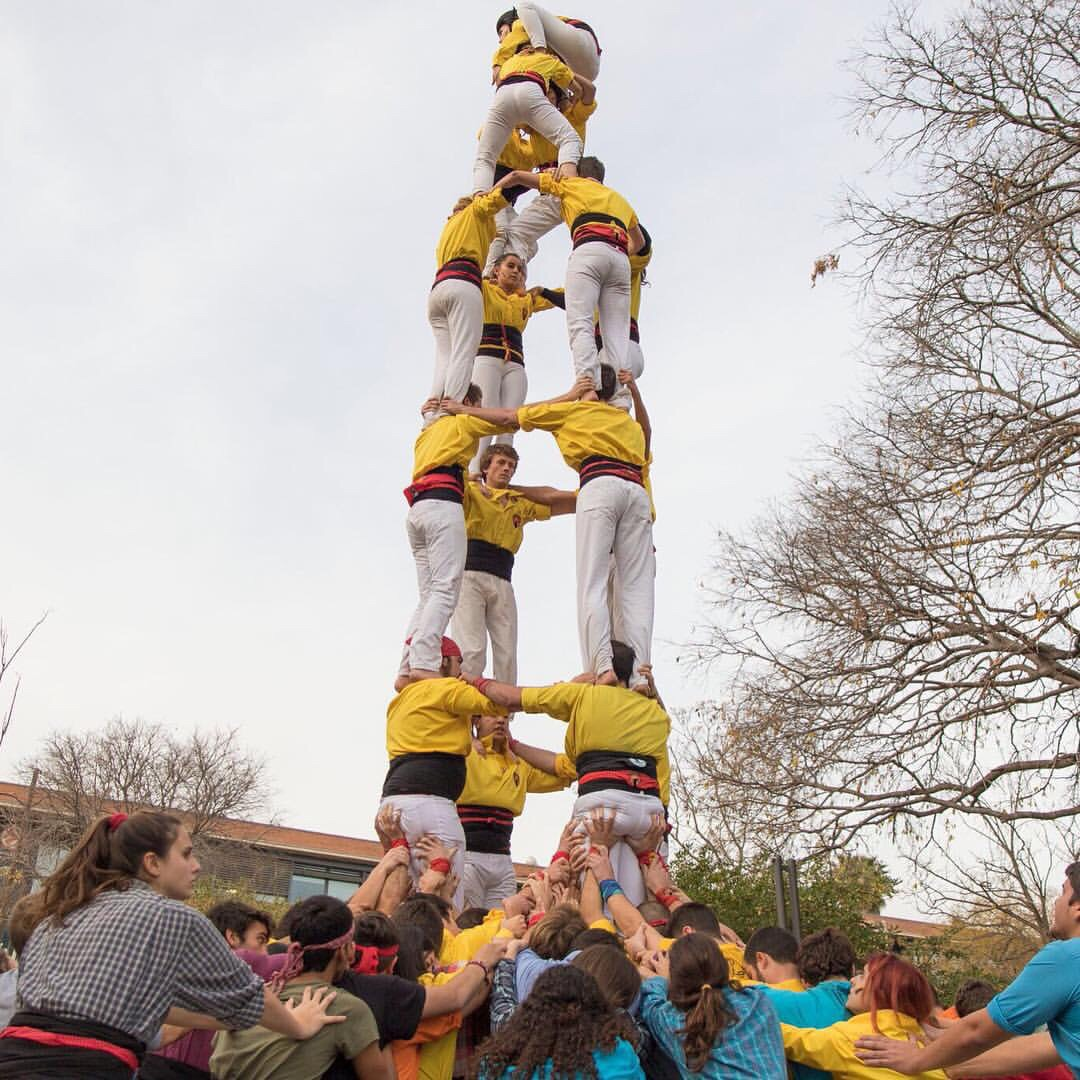
Primer 4 de 7 dels Engrescats de la URL (2015)

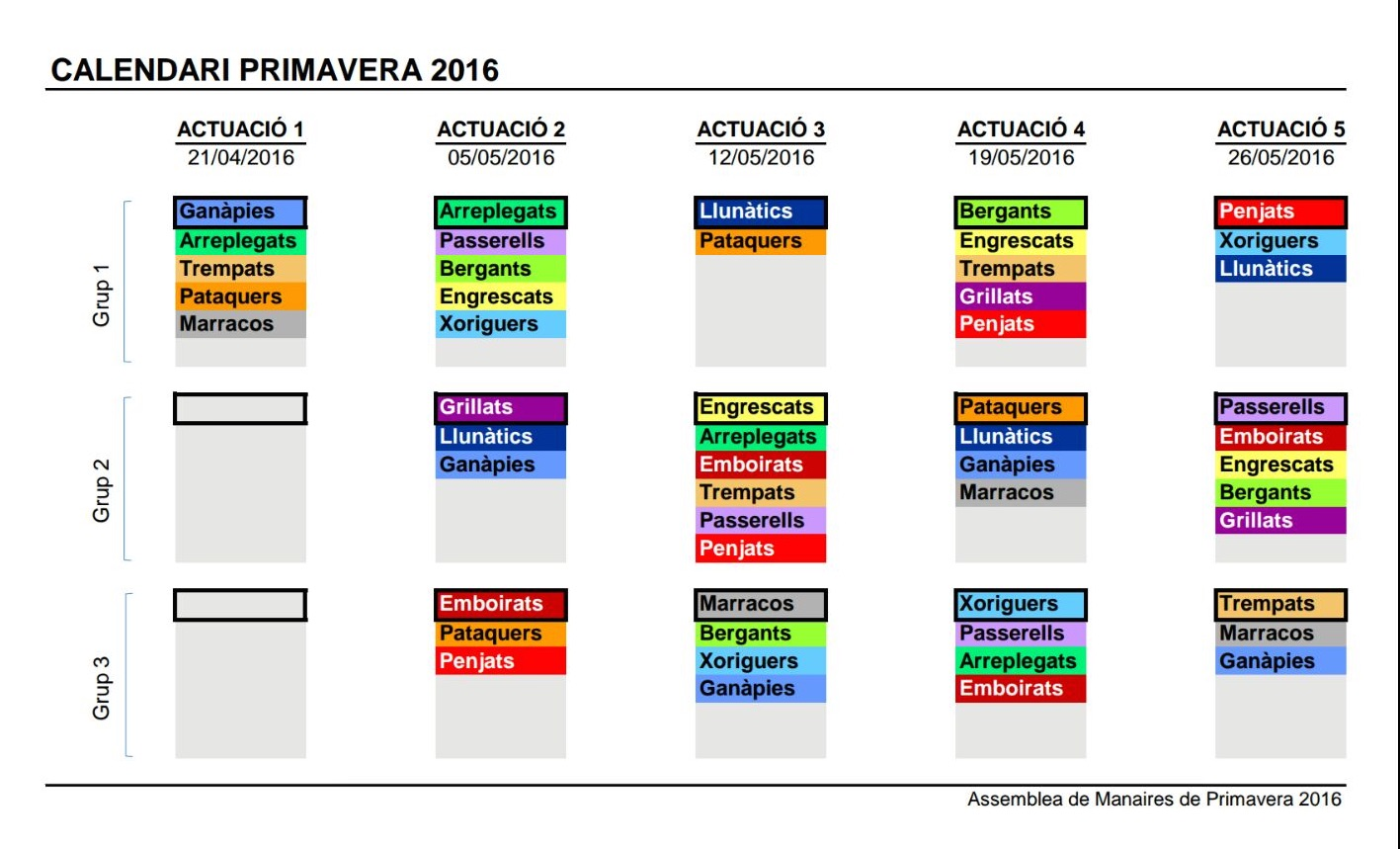
Calendari de les diades castelleres universitàries de la primavera del 2016. Les caselles emmarcades en negre indiquen les colles organitzadores i amfitriones de cada una de les diades.

Les colles castelleres universitàries són colles castelleres formades exclusivament per estudiants i membres de la comunitat universitària (professors, administratius, etc.) de diverses universitats dels territoris on es fan castells. Actualment hi ha tretze colles universitàries en actiu: onze són membres de ple dret de la Coordinadora de Colles Castelleres de Catalunya (CCCC); una és «colla en formació», els Grillats del CBL; i una, els Marracos de la UdL, no en forma part.

## Característiques
És un col·lectiu que es diferencia clarament de les colles castelleres convencionals per diverses característiques. D'una banda, no actua en el context casteller ortodox, és a dir, ni amb colles no universitàries, ni en diades del calendari tradicional; actuen només entre elles i seguint el calendari escolar. De l'altra, l'edat dels castellers, tots en edat universitària, suposa un pom de dalt i uns pisos superiors del tronc més pesats que comporten certes limitacions pel que fa a l'alçada dels castells.
Les colles universitàries divideixen la seva temporada castellera en dos trams, les diades d'hivern i les de primavera, que es decideixen a les reunions de Manaires, on es reuneixen els presidents i caps de colla de totes les universitats per decidir-ne l'ordre i les colles que participaran en cada actuació. Les diades se celebren durant els mesos de novembre i principis de desembre a l'hivern, i els mesos d'abril i maig a la primavera. Sovint, membres de colles universitàries són, alhora, membres de colles convencionals.

## Història
La primera colla de castellers universitaris van ser els Ganàpies de la UAB, fundats el 1994 a la Universitat Autònoma de Barcelona, situada a Bellaterra (Cerdanyola del Vallès), si bé ja feia dos anys que assajaven. Un any després, es va crear la segona colla, els Arreplegats de la Zona Universitària, de la Universitat de Barcelona i la Universitat Politècnica de Catalunya. El 1998 es fundà la tercera colla, els Xoriguers de la UdG, a la Universitat de Girona. L'any 2000 es crearen els Emboirats de la UVIC, que van estar actius fins al 2007 i el 2011 tornaren a actuar. El 2001 es van fundar els Marracos de la UdL i el 2007 els Pataquers de la URV. El 2011 es fundaren els Passerells del Tecnocampus, al Tecnocampus de Mataró, que fou la desena colla universitària apareguda i la tercera que esdevingué membre de la Coordinadora de Colles Castelleres de Catalunya, després dels Ganàpies de la UAB i els Pataquers de la URV. Durant el curs 2010-2011 també van aparèixer els Bergants del Campus de Terrassa, els quals no mantingueren el projecte i finalment es fundaren el 2013.

## Colles

### Colles en actiu (15)
Colles universitàries en actiu i any de fundació:
- Ganàpies de la UAB (1994)
- Arreplegats de la Zona Universitària (1995)
- Xoriguers de la UdG (1998)
- Emboirats de la UVIC (2000–2007, 2011)
- Marracos de la UdL (2001)
- Pataquers de la URV (2007)
- Passerells del Tecnocampus (2011)
- Bergants del Campus de Terrassa (2013)
- Engrescats de la URL (2013)
- Llunàtics de la UPC de Vilanova (2013)
- Penjats del Campus de Manresa (2013)
- Trempats de la UPF (2014)
- Grillats del CBL (2015)
- Descargolats de l'EEBE (2024) (En formació)
- Gambirots de la UIB (2003-2010, 2024) (En formació)

### Colles desaparegudes (2)
- Minyeuetts de la Salle (1991-1993)
- Mangoners de la Universitat de Perpinyà (2008-2011, 2013-2019)

## Castells
Els castells universitaris es diferencien dels castells convencionals, principalment, pel fet de tenir un pom de dalt format per adults (que a una colla convencional estaria format per canalla). Això comporta certes limitacions pel que fa a l'alçada dels castells i, en el cas dels castells amb folre o amb folre i manilles, no es realitzen de manera ortodoxa a la resta del món casteller. En l'estructura de pilar, el pilar de 5 és el pilar universitari més alt fet només amb l'ajuda de la pinya, el pilar de 6 es fa amb folre i el pilar de 7 amb folre i manilles. En el cas del dos (o torre), el 2 de 6 és el castell més alt fet només amb pinya, el de set va amb folre i el de vuit amb folre i manilles. El tres es fa màxim de set pisos només amb pinya i amb vuit pisos es fa amb folre. Altres castells, dins el repertori ortodox, són el 4 de 8, el 9 de 7, el 3 de 7 aixecat per sota, el 5 de 7, el 7 de 7 o el 4 de 7 amb l'agulla. El 2 de 7 amb folre ha estat descarregat pels Arreplegats de la Zona Universitària, els Passarells del Tecnocampus, els Ganàpies de la UAB, Marracos de la UdL, Trempats de la UPF, els Xoriguers de la UdG i els Bergants del Campus Terrassa.
Castells assolits per les colles
| Resultat              |
| --------------------- |
| Descarregat (D)       |
| Carregat (C)          |
| Intent (I)            |
| Intent desmuntat (ID) |

La següent taula mostra quins són els millors castells assolits per les diferents colles; a partir del 4 de 7. Els castells apareixen ordenats, de menor a major dificultat, segons les dades de Webcasteller i del Sistema de Gestió de l'Arxiu Casteller:
| Colla                                | Castells | Castells | Castells | Castells | Castells | Castells | Castells | Castells | Castells | Castells | Castells | Castells | Castells | Castells |
| Colla                                | 4d7      | 3d7      | 2d7f     | Pd6f     | 4d7a     | 7d7      | 5d7      | 3d8f     | 3d7ps    | 2d8fm    | 9d7      | Pd7fm    | 4d8      | Ref.     |
| ------------------------------------ | -------- | -------- | -------- | -------- | -------- | -------- | -------- | -------- | -------- | -------- | -------- | -------- | -------- | -------- |
| Arreplegats de la Zona Universitària | D        | D        | D        | D        | D        | D        | D        | D        | D        | C        | D        | D        | D        | [ 14 ]   |
| Ganàpies de la UAB                   | D        | D        | D        | D        | D        | D        | D        | D        |          |          |          |          |          | [ 15 ]   |
| Bergants del Campus de Terrassa      | D        | D        | D        | D        | D        | D        | D        | D        |          |          |          |          |          | [ 16 ]   |
| Pataquers de la URV                  | D        | D        | D        | D        |          |          |          | D        |          |          |          |          |          | [ 17 ]   |
| Marracos de la UdL                   | D        | D        | D        | D        | D        |          | D        |          |          |          |          |          |          | [ 18 ]   |
| Xoriguers de la UdG                  | D        | D        | D        | D        | D        |          |          |          |          |          |          |          |          | [ 19 ]   |
| Trempats de la UPF                   | D        | D        | D        | D        | D        |          |          |          |          |          |          |          |          | [ 20 ]   |
| Passerells del Tecnocampus           | D        | D        | D        | D        |          |          |          |          |          |          |          |          |          | [ 21 ]   |
| Engrescats de la URL                 | D        |          |          | D        |          |          |          |          |          |          |          |          |          | [ 22 ]   |
| Emboirats de la UVIC                 | D        | D        |          |          |          |          |          |          |          |          |          |          |          |          |
| Llunàtics de la UPC                  |          | C        |          |          |          |          |          |          |          |          |          |          |          | [ 23 ]   |
| Descargolats de l'EEBE               |          |          |          |          |          |          |          |          |          |          |          |          |          |          |

## CCCC
La primera colla universitària en formar part de la Coordinadora de Colles Castelleres de Catalunya (CCCC) van ser els Ganàpies de la UAB, que sol·licitaren l'admissió el 2008 atreta, en gran manera, pel sistema de pòlisses que ofereix l'entitat. Els Arreplegats de la Zona Universitària i els Xoriguers de la UdG van presentar la seva sol·licitud d'admissió a finals del curs 2011-2012. El 14 de novembre del 2011 es va aprovar l'ingrés dels Passerells del Tecnocampus a l'entitat, els quals van ser la seixanta-dosena colla de la CCCC i la tercera colla universitària en ser membre de ple dret. El 8 de setembre del 2014 els Llunàtics de la UPC de Vilanova van ser admesos com a membre de ple dret després d'haver passat un any com a colla en formació. Van ser la primera colla universitària que entrà a la CCCC sobre la base del protocol d'admissió de colles en formació, aprovat el març del 2013.
El 3 d'octubre del 2015, a Reus, tingué lloc la primera edició de la Jornada de Formació per a Colles Universitàries, organitzada per la CCCC. En la jornada es tractaren qüestions de prevenció i de finançament, i es va fer un debat centrat en l'augment del nombre de colles universitàries, entre altres temes d'interès.